# Deux Hommes dans la ville
Pour plus de détails, voir Fiche technique et Distribution.
Deux Hommes dans la ville (titre italien : Due contro la città) est un film franco-italien, réalisé par José Giovanni, sorti sur les écrans en 1973.
Classique du polar social, le film est réalisé autour du duo emblématique Delon-Gabin. Plaidoyer contre la peine de mort, les conditions carcérales et les obstacles à la réinsertion, la production est un succès public. 

## Synopsis
Germain Cazeneuve (Jean Gabin), ancien flic, est devenu éducateur social pour délinquants afin de les réinsérer dans la vie active à leur sortie de prison. Il se porte garant envers Gino Strabliggi (Alain Delon), ancien truand condamné à douze années de prison pour l'attaque d'une banque. Libéré avec deux ans d'avance grâce à Cazeneuve, Gino retrouve sa femme Sophie (Ilaria Occhini), qui a patiemment attendu durant ces dix années et tient une boutique, et il reprend goût à la vie. Des liens amicaux naissent entre les deux hommes (Gino Strabliggi considère Germain Cazeneuve comme son père), l'ancien détenu et son épouse sont même invités à des moments de convivialité avec la famille de Germain.

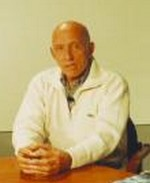
Le réalisateur et scénariste José Giovanni (en 2001) s'est inspiré de son vécu pour l'histoire du film.

Mais un jour, alors qu'ils rentrent d'un week-end passé avec les Cazeneuve, Gino et Sophie sont victimes d'un accident de voiture causé par deux chauffards. Si lui s'en sort, la jeune femme meurt.
Pour remonter le moral de son protégé, interdit de séjour à Paris et rejeté par sa belle-famille, et après une altercation avec Vautier, un de ses voisins, Germain lui trouve un emploi dans une imprimerie à Montpellier, où l'éducateur est muté. Strabliggi a rencontré Lucy (Mimsy Farmer), une employée de banque, qui est devenue sa compagne. Il doit passer régulièrement au commissariat pour viser périodiquement son interdiction de séjour. Il y rencontre l'inspecteur principal Goitreau (Michel Bouquet), policier qui l'a autrefois arrêté. Persuadé que l'ex-truand va rechuter, le policier se met à le surveiller, tout en informant son employeur et Lucy de son passé.
Gino rencontre par hasard Marcel (Victor Lanoux), truand et ancien complice, qu'il ne tient pas à revoir, mais qui lui laisse tout de même son adresse. Goitreau, toujours en chasse, est témoin de l'entrevue. N'ayant pas digéré que Gino ait été libéré deux ans avant la fin de sa peine, Goitreau arrête et place Gino en garde à vue, le suspectant de complicité. Germain le fait libérer, mais Goitreau, opiniâtre et obstiné, harcèle toujours Gino. Germain met en garde le policier, de même que son supérieur, qu'à force de chercher un coupable, on en fabrique un. Après avoir arrêté Marcel et sa bande, Goitreau se rend chez Gino et s'acharne sur la compagne de ce dernier. Alors que Gino entre dans son appartement, il l'entend la menacer et ne pouvant plus se contenir, il étrangle le policier, qui succombe.
Emprisonné, Gino, après un procès et une demande de grâce présidentielle rejetée, est condamné à mort et guillotiné quelques jours plus tard à l'aube. Germain, de même que le juge, le procureur, l'avocat et le juge d'instruction, assistent à cette exécution.

## Fiche technique
- Titre : Deux hommes dans la ville
- Titre italien : Due contro la città
- Réalisation : José Giovanni
- Scénario : José Giovanni
- Adaptation : José Giovanni, Daniel Boulanger
- Dialogue : Daniel Boulanger (sur le générique du film, on lit : Dialogue de José Giovanni), Gianfranco Clerici (adaptation des dialogues en italien)
- Assistants réalisateur : Jean-Michel Lacor, Philippe Leriche, Renato Pecoriello, Pierre Tatischeff
- Décors : Jean-Jacques Caziot, assisté de Robert André et Gianfranco Pucci
- Costumes : Hélène Nourry
- Son : Jean Rieul
- Montage : Renée Deschamps, assistée de Françoise Javet
- Musique : Philippe Sarde (Éditions Adel Music)
- Orchestration : Hubert Rostaing
- Images : Jean-Jacques Tarbès
- Opérateur : Claude Bourgoin
- Ensemblier : Philippe Turlure
- Script-girl : Lucille Costa
- Maquillage : Jean-Pierre Craco, Yvonne Gasperina
- Coiffure : Pierre Vade
- Photographe de plateau : Victor Rodrigue
- Régisseur général : Jacques Drouin
- Administrateur : Andrée Leguay
- Date de tournage : du 28 mai au 30 juillet 1973
- Tournage : Prison de la Roquette à Paris, Pontoise, Meaux, Montpellier, région de Montpellier, studios de Boulogne de la rue de Silly.
- Pellicule 35 mm, couleur par Eastmancolor
- Tirage : Laboratoire franay L.T.C Saint-Cloud
- Générique : Stan
- Production : Adel Production (Alain Delon), Medusa Produzione (Rome) - (Franco-Italienne)
- Chef de production : Alain Delon
- Directeur de production : Pierre Saint-Blancat
- Producteur délégué : Pierre Carot
- Attaché de presse : Christine Brière
- Distribution : Valoria Films
- Genre : policier, drame
- Budget : 8 millions de francs[1]
- Pays :  France,  Italie
- Langue : français
- Durée : 100 minutes
- Dates de sortie :
  - France : 25 octobre 1973
  - Italie : 30 novembre 1973
- (fr) Mention CNC : tous publics (visa d'exploitation no 41395 délivré le 30 octobre 1973)[2]

## Distribution
- Jean Gabin : Germain Cazeneuve
- Alain Delon : Gino Strabliggi
- Michel Bouquet : l'inspecteur principal Goitreau
- Mimsy Farmer : Lucy
- Ilaria Occhini (doublée par Danielle Volle) : Sophie Strabliggi
- Guido Alberti : Pierre, le patron de l'imprimerie
- Victor Lanoux : Marcel
- Cécile Vassort : Évelyne Cazeneuve
- Bernard Giraudeau : Frédéric Cazeneuve
- Christine Fabréga : Geneviève Cazeneuve
- Malka Ribowska : Me Baudard, l'avocate de Gino
- Jacques Monod : le procureur
- Roland Monod : le président du tribunal
- Jacques Rispal : un juge
- Armand Mestral : directeur prison 1
- Robert Castel : André Vautier
- Gabriel Briand : Jeannot
- Gérard Depardieu : le jeune truand
- Pierre Collet : le commissaire
- Maurice Barrier : le juge d'instruction
- Raymond Loyer : le capitaine de police
- Albert Augier : Raquin, l'apparent gérant de la casse automobile
- Dominique Zardi : un détenu
- Jacques Marchand : le détenu désespéré
- Bernard Musson : un gardien de prison
- André Rouyer : le capitaine des C.R.S.
- Pierre Asso : directeur prison 2
- Jean-Pierre Honoré : le prêtre
- Patrick Lancelot : le médecin
- Lucie Arnold : Mme Vautier
- Nicole Desailly : une voisine
- Gilbert Servien : un voisin
- Jacques Pisias : un inspecteur au commissariat
- Jean Degrave : un éducateur
- Franck Stuart : un éducateur
- Michel Fortin : un policier à l'exécution
- Jean Rougeul
- Paul Beauvais

## Production

### Développement et choix des interprètes

Lino Ventura, Jean Gabin et Alain Delon lors du tournage du Clan des Siciliens en 1969. Dans Deux hommes dans la ville, Gabin tient le rôle d'un éducateur, après les refus de Ventura et Yves Montand. Delon, également producteur, interprète le rôle d'un ancien truand. Les deux acteurs se retrouvent pour la troisième et dernière fois après Mélodie en sous-sol et Le Clan des Siciliens.

L'idée de Deux hommes dans la ville est venue lorsque le combat de Robert Badinter pour faire abolir la peine de mort trouve écho chez le réalisateur José Giovanni. En effet, Giovanni, alors malfrat arrêté en 1945 pour une histoire de racket qui a mal tourné, fut condamné à la peine capitale en 1948, avant de voir sa peine commuée en vingt ans de travaux forcés grâce à l'intervention de son père et d'être libéré en 1956. Devenu romancier, puis scénariste et cinéaste, Giovanni évoque le grand banditisme dans son œuvre dans des films forts avec une distribution prestigieuse. Le réalisateur, encore hanté par son passé, décide de traiter le combat de Badinter en faisant un film racontant l'histoire d'un ex-détenu qui veut se réinsérer grâce à l'aide d'un éducateur, mais est harcelé par un policier convaincu que l'ancien criminel va récidiver. Il s'est également inspiré de l'expérience d'un ami et de son propre éducateur. Il s'agit de son septième film en tant que réalisateur.
Au début, Giovanni envisage Alain Delon pour incarner l'ancien détenu et Lino Ventura pour jouer l'éducateur, mais Ventura décline l'offre en raison d'un désaccord sur le scénario concernant le personnage du policier, que l'acteur juge « trop manichéen et pas crédible » selon Giovanni, qui refuse de modifier cet aspect « car il faut pouvoir expliquer son meurtre par l’ex-détenu qu’il persécute ». Pour remplacer Ventura, Giovanni pense à Yves Montand, qui refuse car, selon le réalisateur et scénariste, « ce n'est pas l’orientation qu’il souhaite donner à sa carrière ». Il se décide alors à attribuer le rôle à Jean Gabin, Giovanni faisant alors vieillir le personnage de l'éducateur, « en faire un homme au seuil de la retraite ».

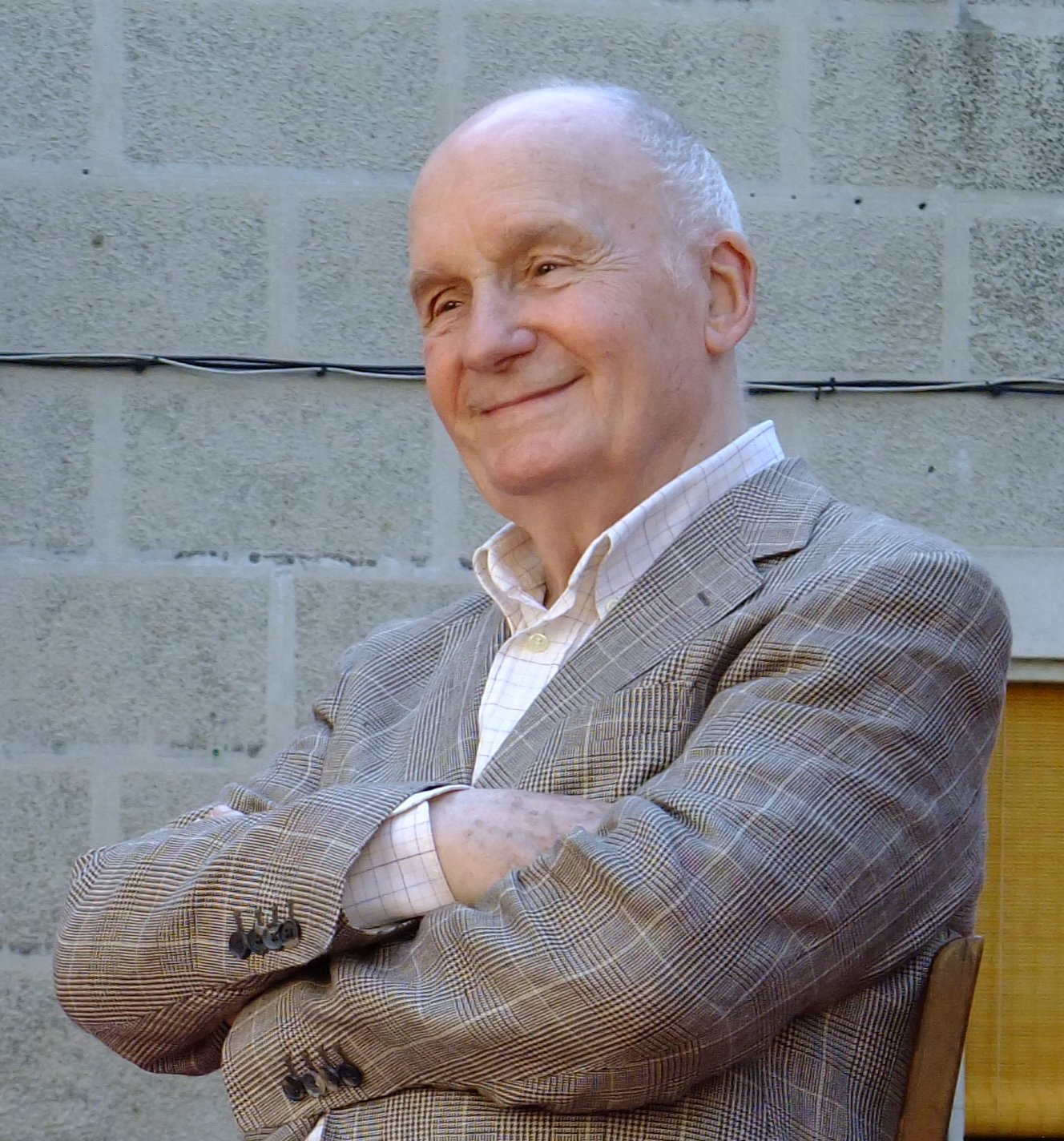
Michel Bouquet (en 2010), tient le rôle du policier persécutant le personnage de Delon.

Giovanni rencontre Gabin sur le tournage de L'Affaire Dominici. L'acteur, presque septuagénaire, pense se retirer du monde du cinéma, mais consent à lire le scénario avant de finir d'accepter de participer au long-métrage. Le réalisateur se rend à Milan pour voir Delon, alors en plein tournage des Grands Fusils, qui donne son accord. L'acteur est ravi de retrouver son ami et partenaire de Mélodie en sous-sol et du Clan des Siciliens et décide de produire Deux hommes dans la ville via sa société Adel Productions. Il demande à Daniel Boulanger de retravailler les dialogues, mais selon Giovanni, ceux-ci ne sont pas dans le ton du film et prédit à Delon qu’une « fois lancé dans sa création d’acteur, il ne pourra pas les jouer », ce qui va arriver et entraînera une relation tendue entre Boulanger et Giovanni.
Pour le reste du casting, Delon demande à Gabin que sa fille Florence, qui a travaillé comme scripte, joue la fille de l'éducateur, mais ce dernier essuie un refus catégorique du « Vieux », affirmant qu'il ne ferait pas le film si Florence tient le rôle. Le rôle est alors confié à Cécile Vassort. Celui du fils de l'éducateur est confié à Bernard Giraudeau, dont c'est le premier film. Victor Lanoux incarne l'ancien complice de l'ex-taulard, tandis que Michel Bouquet, qui avait joué avec Delon dans Borsalino, tourné en 1969 et sorti l'année suivante, prête ses traits au flic.
Pour tenir un rôle « court, mais capital », un « truand nouvelle vague doit donner le change en face de Delon » et en une « seule scène doit pouvoir s’imposer et humilier Delon, qui refuse de récidiver », Giovanni cherche un jeune acteur et fait des essais avec Delon, mais, selon les dires du réalisateur, il est « difficile pour un jeune acteur de jouer à froid en face de lui » car « personne n’existe suffisamment ». Le réalisateur repense à Gérard Depardieu, qui n'avait pas encore tourné Les Valseuses (dont le tournage débutera trois à cinq mois après celui de Deux hommes dans la ville). Depardieu, qui avait déjà tourné sous la direction de Giovanni et a déjà joué avec Gabin, ce dernier appréciant le jeune acteur, accepte le rôle.

### Tournage
| |  |  |
| Bernard Giraudeau (en 2003) et Gérard Depardieu (en 2001), alors débutants, tiennent respectivement le rôle du fils de Gabin et un jeune truand tenant tête à Delon. |  |  |

Le tournage du film démarre le 28 mai 1973 à Montpellier. Une certaine tension s'installe entre Delon et Giovanni, le premier n'avait jamais tourné sous la direction du second, même si Giovanni avait écrit les scénarios de deux films dans lesquels la vedette a tourné : Les Aventuriers et Le Clan des Siciliens. Selon la cantinière Henriette Marello, « les premiers jours furent éprouvants pour tout le monde », car « apparemment les deux hommes ne s’entendaient pas, ils s’accrochaient sans cesse et l’air du plateau s’était lourdement chargé ». Inquiet, le directeur de production demande à Henriette d'intervenir, qui débarque sur le plateau en plein milieu d'une prise sans prévenir en chantant avec de la nourriture, ce qui permet aux deux hommes de rire de la situation, de même que l'équipe et qui permet de cesser les hostilités entre Delon et Giovanni et de reprendre le tournage sur des bases saines. Les relations entre Gabin et Delon sont bonnes, le second se montrant respectueux et attentionné envers son aîné, selon l'acteur Robert Castel, qui ajoute que Gabin « est le "patron", même si les deux comédiens s’estimaient et se respectaient sincèrement ».
Castel ajoute que « sans être servile, Alain [Delon] était aux petits soins avec son glorieux aîné, car ces deux hommes (je crois) n’aimaient pas l’affectation dans leurs rapports » et qu'il s'agit d'un « respect dû à l’aîné sans doute, mais respect et considération réciproques » et « une espèce de code d’honneur professionnel et humain ».
Gabin, qui s'intéresse aux jeunes acteurs, s'entend également très bien avec Giraudeau, avec qui il partage un intérêt commun pour la mer et les chevaux et avec lequel il discute souvent. Selon Giraudeau, le matin de sa première scène, il trouve Gabin « en bas de l’hôpital avec sa casquette et son petit pliant » en attendant son chauffeur, alors qu'il ne tourne que l’après-midi. Giraudeau demande à Gabin s'il se promène, le second lui répond que non, avant qu'arrive sa voiture et son chauffeur et que Gabin lui propose de l'emmener sur le plateau, ce qui n'était pas dans ses habitudes. D'après Giraudeau, « Gabin ne se présentait sur un tournage qu’à l’heure dite et je me demandais ce qui lui prenait » et ajoute qu'en chemin, « Gabin bavardait, faisant des petits commentaires sur l’équipe, à sa manière acide et drôle » et qu'« arrivé sur le tournage, il ouvre son pliant le pose au pied de la caméra et dit : "Allons-y !" », car « il voulait me voir jouer ma première scène ». Mais Gabin n'est pas au mieux de sa forme, car il était fatigué et avait une santé précaire, d'après Castel. Vers la fin du tournage, Gabin refuse brusquement de s'alimenter, ne parle plus et reste prostré, obligeant sa femme à faire venir son médecin qui ne trouve rien et à le ramener à Paris où dès l'arrivée, il reprend vie au grand étonnement de Delon et Giovanni, inquiets.
La prison qui est censée être celle de Pontoise (Val-d'Oise) est en fait celle de la Petite Roquette, située 143, rue de la Roquette (Paris 11e) et désaffectée en 1974, donc l'année qui a suivi le tournage. Il est fort probable qu'à l'époque de ce dernier, elle le fût déjà, ce qui aurait facilité les prises de vue. Le square de la Roquette, ouvert en 1977, se trouve à son emplacement.
La fin du film pose problème à la co-production italienne, pensant que l'exécution du personnage de Delon conduira à l'échec commercial du film, mais Giovanni tient bon et conserve la fin qu'il a écrite. Pour le tournage de la scène, il prévoit « un long travelling arrière pour cadrer les officiels regroupés », « constipés par l’assassinat qu’ils vont commettre ». Giovanni veut « qu’ils changent insensiblement de place, le mouvement de leurs têtes doit faire penser à une armée humaine avançant inexorablement ». D'après le réalisateur, « le cadreur se permet de me dire que ce travelling n’est pas dans le style du film et que je devrais découper pour donner du rythme. Quel rythme ? Pauvre connard, pauvre technicien au rabais qui confond cavalcade et émotion pure… ». Le tournage prend fin le 30 juillet 1973.

## Analyse
L'histoire du film, qui se veut un réquisitoire contre la peine de mort encore en vigueur en France à l'époque de la sortie du film, rappelle en partie l'intrigue du roman Les Misérables de Victor Hugo, Gino Strabliggi est comme Jean Valjean, un prisonnier libéré après avoir purgé sa peine en prison et comme lui, il sera traité en pestiféré par la société, ce qui rendra sa réinsertion difficile. L'inspecteur Goitreau, quant à lui n'est pas sans rappeler l'inspecteur Javert par son acharnement à chercher à arrêter Strabliggi et ne voulant pas croire à la possibilité d'une sincère réinsertion sociale pour lui et les anciens détenus en général. Notons que Michel Bouquet qui interprète ici l'inspecteur Goitreau jouera également le rôle de l'inspecteur Javert neuf ans plus tard dans le film Les Misérables de Robert Hossein, l'adaptation de 1982 avec Lino Ventura dans le rôle de Jean Valjean. Remarquons enfin que deux acteurs ayant interprété Jean Valjean dans d'autres versions se trouvent dans le film. Jean Gabin a joué le rôle dans Les Misérables de Jean-Paul Le Chanois en 1958 et Gérard Depardieu jouera plus tard le même rôle dans Les Misérables de Josée Dayan, la version télévisée de 2000. Quant à Alain Delon, il livre dans Deux hommes dans la ville une composition particulièrement crédible et touchante, loin de son registre habituel du personnage solitaire et cynique.

## Sortie et accueil
Sorti le 24 octobre 1973, Deux hommes dans la ville prend la seconde place du box-office parisien, dominé par Les Aventures de Rabbi Jacob, sorti la semaine précédente, en enregistrant un résultat de 105 719 entrées sur 19 salles. Il gardera la seconde place durant les quatre semaines suivantes grâce à un bouche-à-oreille favorable, en ayant cumulé plus de 389 000 entrées avant de chuter d'une place en sixième semaine, portant le total à 422 000 entrées. Finalement, selon les chiffres du CNC, le film totalise 436 915 entrées sur Paris et 231 295 entrées dans la banlieue de la capitale, soit un total de 668 210 entrées. Dans le reste du pays, Deux hommes dans la ville confirme le succès parisien avec plus de 1,8 million d'entrées, portant le total à 2 454 112 entrées (ou 2 457 900 entrées selon d'autres sources),, qui lui permet d'être à la treizième place du box-office annuel. Le succès public de Deux hommes dans la ville permet à Alain Delon d'obtenir son meilleur score durant l'année 1973 sur les cinq films où il est à l'affiche, tandis qu'il permet à Jean Gabin de connaître un dernier grand succès commercial après une série de déceptions au box-office : en effet, l'acteur n'avait plus atteint le seuil des deux millions d'entrées depuis La Horse en 1970 et a connu deux gros échecs commerciaux avec Le drapeau noir flotte sur la marmite et Le Tueur et des résultats modestes avec Le Chat et L'Affaire Dominici.
En Espagne, le long-métrage totalise 445 835 entrées (soit 31 313 817 ESP) en 1976,. En Italie, il s'est classé à la 42e place du box-office annuel.
| Semaine | Semaine                                 | Rang | Entrées | Cumul             | no 1 du box-office hebdo.                 |
| ------- | --------------------------------------- | ---- | ------- | ----------------- | ----------------------------------------- |
| 1       | du 24 octobre au 30 octobre 1973        | 2e   | 274 561 | 275 181 entrées   | Les Aventures de Rabbi Jacob              |
| 2       | du 31 octobre au 6 novembre 1973        | 2e   | 361 258 | 636 439 entrées   | Les Aventures de Rabbi Jacob              |
| 3       | du 7 novembre au 13 novembre 1973       | 2e   | 228 681 | 865 120 entrées   | Les Aventures de Rabbi Jacob              |
| 4       | du 14 novembre au 20 novembre 1973      | 2e   | 197 668 | 1 062 788 entrées | Les Aventures de Rabbi Jacob              |
| 5       | du 21 novembre au 27 novembre 1973      | 2e   | 182 825 | 1 245 613 entrées | Les Aventures de Rabbi Jacob              |
| 6       | du 28 novembre au 4 décembre 1973       | 3e   | 135 204 | 1 380 817 entrées | Les Aventures de Rabbi Jacob              |
| 7       | du 5 décembre au 11 décembre 1973       | 4e   | 139 089 | 1 519 906 entrées | Blanche-Neige et les Sept Nains (reprise) |
| 8       | du 12 décembre au 18 décembre 1973      | 7e   | 89 795  | 1 609 701 entrées | Blanche-Neige et les Sept Nains (reprise) |
| 9       | du 19 décembre au 25 décembre 1973      | 10e  | 66 562  | 1 676 263 entrées | Blanche-Neige et les Sept Nains (reprise) |
| 10      | du 26 décembre 1973 au 31 décembre 1973 | 13e  | 54 211  | 1 730 474 entrées | Blanche-Neige et les Sept Nains (reprise) |
| 11      | du 1er janvier au 8 janvier 1974        | 11e  | 56 625  | 1 787 099 entrées | Mon nom est Personne                      |
| 12      | du 9 janvier au 15 janvier 1974         | 10e  | 69 387  | 1 856 486 entrées | Mon nom est Personne                      |
| 13      | du 16 janvier au 22 janvier 1974        | 12e  | 55 865  | 1 912 351 entrées | Mon nom est Personne                      |
| 14      | du 23 janvier au 29 janvier 1974        | 17e  | 40 245  | 1 952 596 entrées | Mais où est donc passée la 7e compagnie ? |
| 15      | du 30 janvier au 5 février 1974         | 23e  | 23 223  | 1 975 819 entrées | Papillon                                  |
| 16      | du 6 février au 12 février 1974         | NC   | 18 727  | 1 994 546 entrées | Papillon                                  |
| 17      | du 13 février au 19 février 1974        | 25e  | 21 855  | 2 016 401 entrées | Papillon                                  |

## Box-office
- Italie : 2 800 000 entrées[13].
- Etats-Unis : 1 453 000 entrées[14].
- France : 2 454 112 entrées[13].
- Espagne : 445 835 entrées[13].
- URSS : 23 700 000 entrées[15],[16].
- Monde (incomplet) : 30 852 947 entrées.

## Reprise
- En 2014, le film La Voie de l'ennemi de Rachid Bouchareb est inspiré de Deux hommes dans la ville[17]. Certains dialogues originaux sont mêmes conservés dans le film de Rachid Bouchareb[18]. Mais La Voie de l'ennemi n'a pas rencontré le même succès[19].